# Gregorio Pagani

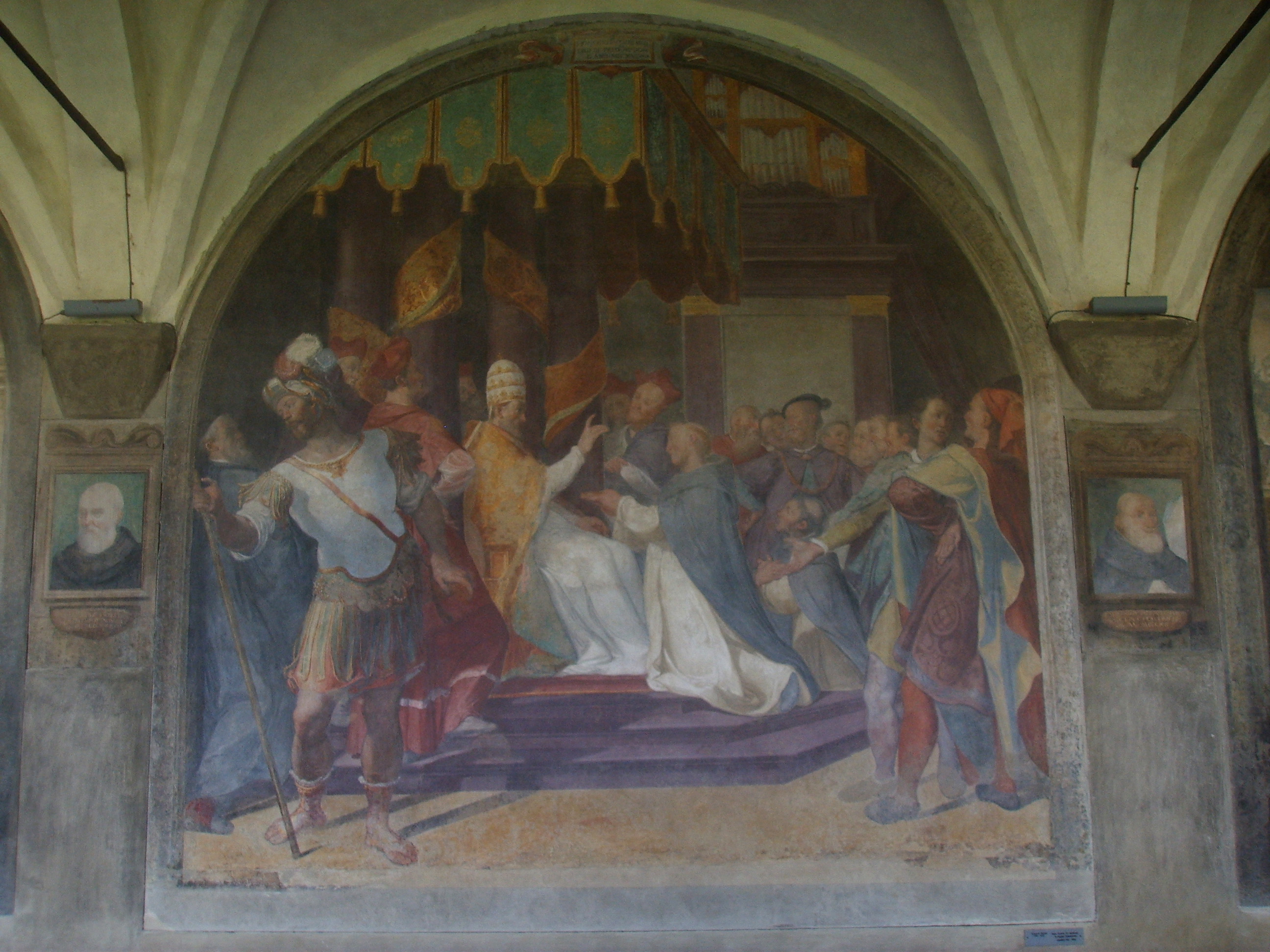
Papa Honório III confirmando a Regra de São Domingos, afresco na igreja de Santa Maria Novella, Florença, Itália.

Gregorio Pagani (14 de julho de 1559 - 1605) foi um pintor italiano do final do século XVI, ativo principalmente em Florença. Ele era o filho do pintor Francesco Pagani, em seguida, tornou-se um aluno de Santi di Tito, em seguida, entrou no estúdio de Ludovico Cigoli. Ele pintou a Santa Helena encontrando a cruz para Santa Maria del Carmine, que foi perdida no incêndio da igreja em 1771. Ele pintou uma Natividade para a catedral de Santa Maria del Fiore. Entre seus alunos estavam Cristofano Allori e Matteo Rosselli. 

## Obras selecionadas
- Conferma della Regola di San Domenico
- Incontro tra San Domenico e San Francesco
- Ricerca della Vera Croce
- Crocifissione e Santi
- San Lorenzo
- Assunzione della Vergine, San Michele à Montevettolini church, Monsummano Terme
- Adorazione dei Magi
- Discesa dello Spirito Santo
- Tobias ristabilisce la vista di suo padre
- Vergine con Bambino e SS Michele Arcangelo e Benedetto
- Piramus e Thisbe ou Pyramus e Thisbe (Galeria Uffizi, Florença)
- Madonna con Bambino tra i Santi Francesco d'Assisi, Giovanni battista, Margherita e Gregorio Magno (Museu Hermitage, São Petersburgo)